# Sinogramme simplifié
Pour les articles homonymes, voir Simplification.

Le mot « hànzì » (« caractère chinois ») en caractères simplifiés.

Le mot « hànzì » (« caractère chinois ») en caractères traditionnels.

Les sinogrammes simplifiés ou caractères chinois simplifiés (chinois simplifié : 简化字 ; chinois traditionnel : 簡化字 ; pinyin : jiǎnhuàzì ou 简体字 / 簡體字, jiǎntǐzì) constituent l'une des deux formes d'écritures des caractères chinois servant à transcrire les langues chinoises.
Ils sont utilisés officiellement en Chine continentale et à Singapour. Ils sont opposés aux sinogrammes traditionnels, utilisés à Hong Kong, Macao, Taïwan et jusqu'au début du XXe siècle, en Corée, Japon et Viêt Nam.
Au Japon (voir kanjis pour l'utilisation des caractères chinois en japonais), une simplification, identique sur la forme s'est également opérée, alors appelée shinjitai (新字体, shinjitai, « nouvelle graphie »), est utilisée en japonais moderne.
Ces sinogrammes sont le résultat de la simplification des sinogrammes traditionnels.

## Histoire
L'écriture chinoise utilisée comme première forme d'écriture depuis l'antiquité en Chine, Corée, Japon et Vietnam, voit s'imposer des réformes de simplification à partir de la fin du XIXe siècle. Allant d'un changement radical d'écriture (Corée et Vietnam), à des simplifications partielles (Chine continentale et Japon), voire aucun changement (Hong Kong, Macao, Taïwan).
En 1894, l'empire du Japon impose au royaume Joseon (Corée) colonisé d'abandonner l'écriture chinoise au profit du hangeul au sein de la réforme Gabo.
Dès 1909, Lu Feikui (陆费逵, lù fèikuí), alors éditeur du Magazine de l'éducation (教育杂志, jiàoyù zázhì), émit l'idée de l'emploi de « caractères de formes populaires » (俗体字, sú tǐzì) dans un traité paru dans son magazine.
En 1918 au Vietnam, au sein de l'Indochine française, le chữ quốc ngữ, écriture latine du vietnamien, remplace l'écriture chinoise (chữ Nôm) comme écriture officielle nationale.
En 1922, Qian Xuantong publie huit méthodes de simplification de l'écriture chinoise. C'est avec ce document que les futures simplifications officielles seront réalisées.
En 1926, commence également dans l'empire du Japon un programme de simplification des caractères chinois, dont la forme sera appelée shinjitai kanji (新字体漢字, « nouvelle graphie des caractères Han »), la forme traditionnelle, similaire à la forme chinoise dite traditionnelle, prend alors le nom de kyūjitai kanji (旧字体漢字, « ancienne graphie des caractères Han »). Les règles de simplification seront moins importantes que celles entreprises plus tard en Chine, mais certains caractères seront simplifiés de la même façon dans les deux pays, par exemple, 国 (pays), 学 (étudier, -logie), 画 (peinture, dessin), 万 (10 000).
Par la suite, les caractères chinois furent accusés d'obstacle à la modernisation du pays, au développement de la littérature et à l'alphabétisation de la population[réf. nécessaire].
À l'arrivée au pouvoir des communistes, une réforme de l'écriture se mit en place. Elle consistait à simplifier les sinogrammes pour faciliter leur apprentissage et à créer un alphabet phonétique à base de lettres latines, le hanyu pinyin, afin de remplacer peu à peu l'apprentissage de la phonétique utilisant auparavant le bopomofo (ou zhuyin).
Le 28 janvier 1956, une première liste de caractères simplifiés est présentée. Elle est constituée de trois parties :
- la première contient 230 caractères inspirés de simplifications populaires ;
- la deuxième contient 285 propositions de caractères, encore soumis à discussions ;
- la troisième contient 54 propositions d'éléments de caractères, aussi soumis à discussions.

En mai 1964, la liste finale des caractères simplifiés est publiée dans un document intitulé « Table intégrale des caractères chinois simplifiés » (简化字总表) découpée en trois parties :
- une première table de 352 caractères simplifiés inemployés en tant qu'élément de caractères (par exemple 关 pour 關 et 欢 pour 歡) ;
- une deuxième table de 132 caractères simplifiés pouvant être utilisés comme élément de caractères (par exemple 仓 pour 倉, qui est un élément de 呛 [嗆] ou 戗 [戧], ou 见 pour 見, qui est un élément de 视 [視] ou 笕 [筧]) ;
- une troisième table de 1 754 caractères simplifiés créés grâce à ceux de la deuxième table (par exemple 玱 pour 瑲, composé de 仓 [倉], et 蚬 pour 蜆, composé de 见 [見]).

Dans la deuxième table, quatorze symboles présents uniquement dans les parties latérales d'un caractère ont été notés. Ils ne suffisent pas à former de caractères à eux seuls.
Au total, 2 238 nouveaux caractères peuvent être dénombrés ; cependant, les caractères 签 et 须 se sont retrouvés dans la première table (simplifications de 籤 et 鬚) et dans la dernière table (simplifications de 簽 et 須). Il y a donc, en réalité, 2 236 caractères créés.
Le gouvernement tenta une nouvelle réforme le 20 décembre 1977 en promulguant une nouvelle liste de 248 simplifications officielles et 605 caractères proposés à le devenir. À peine quelques mois plus tard, le ministère de l'Éducation et le département de la Propagande ont encouragé les éditeurs et journaux à ne pas utiliser ces caractères, bien qu'ils soient enseignés à l'école. Cette deuxième réforme échoue et fut abandonnée en raison d'un changement trop radical.
C'est alors que le 24 juin 1986, la réforme fut retirée et le 10 octobre 1986, une liste définitive de sinogrammes simplifiés fut décrétée. Elle est quasi identique à la liste de 1964, à l'exception des couples de caractères 迭/叠, 象/像 et 复/覆 retirés de la première table (复 reste la forme simplifiée de 復 et 複), la suppression de 罗/囉 dans la deuxième table (罗 reste la forme simplifiée de 羅) et l'ajout de 啰/囉 dans la troisième table. On dénombre alors 2 235 caractères simplifiés à ce jour[Quand ?].
L'alphabet hanyu pinyin (拼音) fut publié en 1958 et avait pour but de remplacer totalement les sinogrammes afin de devenir l'écriture nationale. Ce projet a finalement été abandonné. En effet, les Chinois étaient attachés à leur système logographique qui permettait l'unité nationale. Malgré les nombreuses langues parlées en Chine, un texte écrit avec des sinogrammes reste très compréhensible par la population ; alors que le même texte écrit en hanyu pinyin nécessite la connaissance du mandarin, pas encore connu de tous à cette époque.
Aujourd'hui, le hanyu pinyin est utilisé pour les dictionnaires, la transcription, l'apprentissage du mandarin et la saisie de sinogrammes sur ordinateur.

## Méthodes de simplification

Simplification du caractère guó (« pays ») dans le mot Zhōngguó (« pays du milieu » soit « Chine »).

La simplification des sinogrammes est définie par huit règles formulées par Qian Xuantong en 1922 :
1. simplifier les éléments complexes par un signe extrêmement simple à écrire :
  - 邓 (鄧), 凤 (鳳), 树 (樹),
  - 兴 (興), 举 (舉), 单 (單) ;
2. simplifier des éléments et tous les caractères concernés par ceux-ci :
  - 讠 (訁), 说 (說), 课 (課), 谢 (謝) ;
3. remplacer la partie phonétique d'un idéophonogramme :
  - 础 (礎),
  - 种 (種) ;
4. normaliser les graphies de l'écriture cursive :
  - 车 (車),
  - 书 (書) ;
5. regrouper des homonymes :
  - 后 (后, 後),
  - 台 (台, 臺, 檯, 颱) ;
6. tronquer une partie d'un caractère traditionnel :
  - 开 (開),
  - 医 (醫) ;
7. inventer des idéogrammes composés et idéophonogrammes :
  - 尘 = 小 + 土 (塵),
  - 护 = 扌 + 户 (護) ;
8. ne garder que le contour d'un caractère traditionnel :
  - 鸟 (鳥),
  - 爱 (愛).

## Critique envers la simplification
Une critique importante envers la simplification est la perte de sens des caractères chinois. Par exemple, le caractère 門 (mén, « porte »), symbolisait comme on le voit une porte à deux battants. Mais cette écriture ancienne était considérée comme compliquée et on a pensé qu'elle freinait l'alphabétisation. Sa forme simplifiée 门, comportant trois traits seulement, a visiblement perdu ses battants. Citons également le caractère 愛 (Ài, « amour ») qui, dans sa forme simplifiée 爱, s'est vu dépossédé de sa composante 心 au milieu du caractère, qui désigne le cœur. Cependant, si l'on regarde davantage l'histoire de l'écriture chinoise, des simplifications et unifications ont déjà eu lieu dès l'Antiquité, dont[Quoi ?] la dernière phase fut la mise en place de l'écriture dite traditionnelle.
Elle complique également la compréhension de textes écrits en caractères traditionnels, bien qu'aujourd'hui, les Chinois sachent généralement lire les deux.